# Verna Burnard
Verna Burnard (Verna Jaye Burnard; * 19. August 1956) ist eine ehemalige australische Sprinterin, die sich auf den 400-Meter-Lauf spezialisiert hatte.
Bei den Olympischen Spielen 1976 in Montreal erreichte sie über 400 m das Halbfinale, wo sie trotz einer persönlichen Bestzeit und wurde Vierte in der 4-mal-400-Meter-Staffel.
1977 wurde sie beim Leichtathletik-Weltcup in Düsseldorf Sechste über 400 m und mit der ozeanischen Mannschaft Vierte in der 4-mal-400-Meter-Staffel. Zum Jahresende siegte sie bei den Pacific Conference Games über 400 m.

## Persönliche Bestzeiten
- 400 m: 51,71 s, 28. Juli 1976, Montreal
- 800 m: 2:02,1 min, 17. Februar 1979, Adelaide